# 트리프티 딤리
트리프티 딤리(Tripti Dimri, 1994년 2월 23일 ~ )는 인도의 배우이다.

## 참여 작품

### 영화
- 불불